# Gli esclusi
Gli esclusi (A Child Is Waiting) è un film del 1963 diretto da John Cassavetes e prodotto da Stanley Kramer.

## Trama

Judy Garland e Bruce Ritchey in una scena del film

Jean Hansen, diplomata alla Juilliard School, entra a far parte dello staff del Crawthorne State Mental Hospital, un istituto per minori mentalmente disabili, e si scontra immediatamente con il direttore, il dottor Matthew Clark, sui suoi severi metodi di educazione. Si affeziona al dodicenne Reuben Widdicombe, ed è certa il suo atteggiamento migliorerà se si riunirà ai genitori divorziati che lo hanno abbandonato. Manda a chiamare la signora Widdicombe, che è d'accordo con l'opinione del medico secondo cui sarebbe meglio se Reuben non la vedesse, ma mentre se ne va, il figlio la vede e insegue la sua macchina. Sconvolto, il ragazzino scappa dalla scuola.
Il dottor Clark ritrova Reuben e lo riporta indietro la mattina seguente, e Jean si offre di dimettersi. Clark le chiede di restare e continuare le prove per lo spettacolo del Giorno del ringraziamento. Il giorno dello spettacolo arriva il padre di Reuben, Ted, che ha deciso di iscriverlo a una scuola privata. Quando sente Reuben recitare una poesia e reagire positivamente agli applausi del pubblico, decide di lasciarlo alle cure di Jean, a cui il dottor Clark chiede di accogliere un nuovo ragazzo nell'istituto.

## Produzione
La pellicola è tratta da una pièce per la TV di Abby Mann. A causa di differenti punti di vista il montaggio fu terminato dal produttore Stanley Kramer esautorando il regista e modificandone inevitabilmente gli intenti; conseguentemente Cassavetes rifiutò di riconoscere l'opera come sua.

### Riprese
Il film venne girato interamente in un vero istituto, il Pacific State Hospital di Pomona (California).

## Critica
Paolo Mereghetti (1993):
«al suo secondo film Cassavetes affronta un tema spinoso con un realismo inusitato per l'epoca e rivela già alcune costanti dei suoi film, come contenuto e come forma.»